# Frank Williams

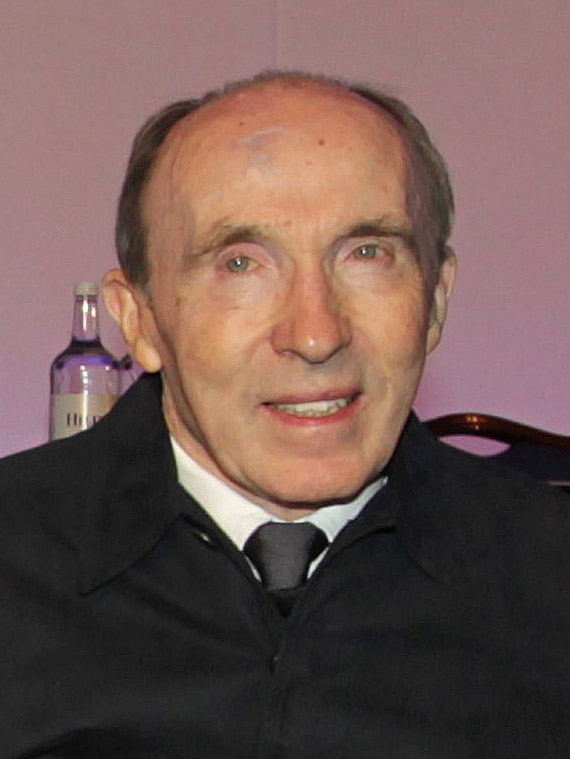
Sir Frank Williams (2011)

Sir Francis Owen Garbatt „Frank“ Williams, CBE (* 16. April 1942 in South Shields, England; † 28. November 2021 in Surrey, England) war ein britischer Unternehmer und Haupteigentümer sowie Teamchef des von ihm gegründeten Formel-1-Rennstalls Williams F1. Williams war seit Ende der 1960er-Jahre im Grand-Prix-Sport tätig und führte sein Team bis September 2020 zu über 100 Grand-Prix-Siegen und zahlreichen Weltmeisterschaften.

## Leben

### Frühe Jahre
Frank Williams wuchs als Sohn eines Offiziers der Royal Air Force auf und begeisterte sich bereits früh für Motorrennsport. Er arbeitete ab 1960 zunächst bei einem Autohändler und später als Handelsvertreter für die Campbell Soup Company. Parallel dazu versuchte er sich ab 1961 selbst als Rennfahrer am Steuer eines Austin A35 und eines Austin A40, hatte jedoch stets Mühe, sein Material zu finanzieren. Ab 1962 reiste er mit dem Rennfahrer Jonathan Williams, mit dem er eng befreundet war, durch Europa. Jonathan Williams nahm als Privatfahrer bzw. später für das Anglo-Swiss Racing Team an diversen Formel-Junior- und Formel-3-Rennen teil, während Frank Williams als sein Mechaniker und Organisator arbeitete. Beide lebten zu dieser Zeit nach eigenen Worten von der Hand in den Mund; sie bestritten ihren Lebensunterhalt überwiegend von den Startgeldern, die die Organisatoren der Rennen zahlten. 1964 arbeitete Williams vorübergehend mit Anthony „Bubbles“ Horsley zusammen: Horsley, der zehn Jahre später die treibende Kraft von Hesketh Racing wurde, kaufte mit Mitteln einer Erbschaft zwei Formel-3-Rennwagen, von denen er einen Frank Williams überließ.
Ab 1965 verlegte sich Williams zunehmend auf den Handel mit Rennwagenzubehör. Er verkaufte als fliegender Händler alles, was sich ihm anbot. Ende 1966 entschied er sich endgültig, seine Ambitionen als Rennfahrer aufzugeben, und gründete das Unternehmen Frank Williams Racing Cars, das zunächst gebrauchte Rennfahrzeuge und Ersatzteile verkaufte.

### Frank Williams Racing Cars
Im Oktober 1967 setzte Frank Williams Racing Cars erstmals einen eigenen Rennwagen ein: Er startete mit Piers Courage am Steuer eines Brabham BT21 beim Formel-3-Rennen in Brands Hatch. 1968 versuchte er sich mit Courage auch in der Formel 2; gleichzeitig setzte er aber weiterhin Autos in der Formel 3 ein. 1969 erfolgte dann der entscheidende Schritt in die höchste Motorsportklasse Formel 1. Williams kaufte einen Brabham-F1 nach neuestem technischen Stand und führte Courage damit zu zwei zweiten Plätzen in Monaco und Watkins Glen.
1970 arbeitete Williams mit dem italienischen Sportwagenhersteller De Tomaso zusammen, der sich zu einem Formel-1-Engagement entschlossen hatte. De Tomaso stellte die von Giampaolo Dallara konstruierten Fahrzeuge her, während Williams den Rennbetrieb organisierte. Beim Großen Preis der Niederlande in Zandvoort kam Williams’ Pilot Courage bei einem schweren Unfall infolge eines Bruchs der Aufhängung ums Leben. Mangels Erfolgen zog sich De Tomaso Ende 1970 wieder aus der Formel 1 zurück. 1971 setzte Williams auf ein March-Kundenchassis, das er für den Franzosen Henri Pescarolo für den Rennbetrieb vorbereiten ließ. Im Folgejahr setzte er sogar zwei Autos mit March-Chassis und Ford-Motoren ein, hatte zur Mitte der Saison aber auch sein erstes eigenes Chassis namens FX3 entwerfen lassen, das Pescarolo bereits beim ersten Test zerstörte. Für 1974 erhielt Williams erstmals Unterstützung durch einen Großsponsor: Der amerikanische Tabakkonzern Marlboro finanzierte Williams’ Entwürfe, deren Titelsponsor die italienische Automarke Iso war. Nachdem sich aber auch diesmal kein Erfolg einstellte, tat sich Williams Ende 1975 mit dem austro-kanadischen Geschäftsmann Walter Wolf zusammen, der durch Ölgeschäfte zu Reichtum gelangt und bereit war, Millionen in die Formel 1 zu investieren. Wolf kaufte sich bei Williams ein und benannte den Rennstall zu Beginn der Formel-1-Saison 1976 in Walter Wolf Racing um.
Schnell wurde Williams klar, dass er die wirtschaftliche und sportliche Kontrolle über sein Team abgegeben hatte. Er verließ Wolf zusammen mit dem Ingenieur Patrick Head und gründete mit ihm zusammen in Didcot, Oxfordshire, ein neues Team: Williams Grand Prix Engineering.

### Williams Grand Prix Engineering und Williams F1
1977 griff Williams zunächst auf ein altes March-Chassis zurück und entwickelte parallel den Williams FW06 für die Saison 1978. Zudem konnte mit Fly Saudia ein finanzkräftiger Sponsor gefunden werden, der die Entwicklung beschleunigte. Beim USA-Ost-Grand-Prix ’78 in Watkins Glen stand der vor der Saison neu verpflichtete Australier Alan Jones als Zweiter erstmals für das junge Team auf dem Podest. Weitere Sponsoren wie Albilad oder TAG kamen hinzu, sodass der Plan reifte, ab 1979 zwei Fahrzeuge einzusetzen. Beim Großen Preis von Großbritannien in Silverstone gewann Clay Regazzoni den ersten Grand Prix für Williams, 1980 folgte der erste Fahrer-WM-Titel durch Alan Jones sowie der erste Konstrukteurspokal. Das Team von Frank Williams entwickelte sich in der Folgezeit bis Ende der 1990er Jahre zu einem der erfolgreichsten Teams der Formel und errang zahlreiche weitere Weltmeisterschaften. Fahrergrößen wie Nelson Piquet, Nigel Mansell, Damon Hill und Alain Prost errangen in einem Williams Siege und Titel. Neben vielen Höhepunkten gab es auch einen Tiefpunkt: 1994 verunglückte der Brasilianer Ayrton Senna in einem Williams-Renault tödlich. Am 6. September 2020 trat Williams schließlich nach dem Großen Preis von Italien 2020 im Zuge der Übernahme seines Teams durch die US-amerikanische Investmentgruppe Dorilton Capital nach insgesamt 43 Jahren als Teamchef von diesem Posten zurück und verließ das Team. Sein Name soll als Erinnerung an das Vermächtnis seiner Familie bei Williams F1 jedoch erhalten bleiben.

### Unfall und Querschnittlähmung
Das Williams-Team nahm Anfang März 1986 an Testfahrten auf dem südfranzösischen Kurs von Le Castellet teil, zu denen auch Frank Williams gereist war. Am 8. März 1986 machte sich Williams mit dem damaligen Teammanager seines Rennstalls, Peter Windsor, auf den Weg zum Flughafen, um zurück nach Großbritannien zu fliegen. Auf der Strecke kam Williams mit seinem Mietfahrzeug, einem Ford Sierra, durch überhöhte Geschwindigkeit von der Straße ab, traf einen Felsen und überschlug sich. Das eingedrückte Dach des Wagens stauchte dabei Williams’ Wirbelsäule so zusammen, dass er eine Querschnittlähmung davontrug. Sein Beifahrer Windsor blieb unverletzt. Frank Williams war durch den Unfall dauerhaft auf einen Rollstuhl angewiesen und bedurfte ständiger medizinischer und pflegerischer Betreuung.

## Ehrungen
Williams wurde 1999 von Königin Elisabeth II. für seine Verdienste um den britischen Motorsport zum Knight Bachelor („Sir“) geschlagen.

## Privates
Frank Williams war seit August 1974 mit Virginia „Ginny“ Williams (* 1946; † 7. März 2013) verheiratet. Das Paar hatte drei Kinder. Der 1975 geborene Sohn Jonathan Piers Williams ist nach den inzwischen verstorbenen Rennfahrern Jonathan Williams (kein Verwandtschaftsverhältnis) und Piers Courage benannt. Er war für den Rennstall im Bereich der Nachwuchsförderung tätig. Williams’ 1976 geborene Tochter Claire war seit 1. April 2012 Marketing- und Kommunikationsleiterin und seit dem 1. April 2013 auch Mitglied des Vorstandes. Am 6. September 2020 trat sie gemeinsam mit ihrem Vater aus dem Team aus. James „Jaime“ Williams, das jüngste Kind, ist in einer Londoner Werbeagentur beschäftigt.
Aufgrund einer Lungenentzündung im Jahr 2016 und einem damit verbundenen Krankenhausaufenthalt konnte Frank Williams größtenteils nicht mehr zu den Rennen reisen. Im Dezember 2020 musste er erneut in ein Krankenhaus eingeliefert werden. Nachdem Williams am 26. November 2021 ein weiteres Mal in ein Krankenhaus eingeliefert worden war, starb er zwei Tage später im Alter von 79 Jahren.